# 加地伸行
加地 伸行（かじ のぶゆき、1936年〈昭和11年〉4月10日 - ）は、日本の中国哲学者。
大阪大学名誉教授、Z会顧問。号は孤剣楼。筆名は二畳庵主人。『漢文法基礎』の著者としても知られる。

## 経歴
大阪市出身。大阪府立北野高等学校を経て、1960年京都大学文学部卒業。卒業論文では『孝経』を扱う。1963年京都大学大学院修士課程修了。修士論文では『史記』を扱う。大学院在学中は重澤俊郎の指導を受ける。
1963年、高野山大学文学部講師。1968年、同助教授。1969年、名古屋大学文学部助教授。1972年から翌年まで、台湾淡江文理学院副教授を兼任。
1982年、大阪大学文学部助教授。同年、博士論文「『公孫龍子』の研究」で東北大学文学博士（主査は金谷治）。1984年、大阪大学文学部教授。1998年に定年退官し、大阪大学名誉教授となる。
阪大退官後は、1998年から1999年、甲子園短期大学学長、2003年から2008年、同志社大学研究開発推進機構専任フェロー、2008年から2013年、立命館大学特別招聘教授、および立命館大学白川静記念東洋文字文化研究所所長。2013年から2015年、立命館大学特別研究フェロー。
2015年の自身の著作集の刊行完了を以て、研究者としては一線を退いたと述べている。

## 業績
『論語』や『孝経』の学術的な訳注のほか、儒教の宗教性の研究、『史記』の研究、中国論理学史、日本思想史・日本儒教史など多方面に著書があり、一般向け書籍も多数ある。
大阪大学中国学会の機関誌『中国研究集刊』の創刊者（1984年）でもあり、主編者を長く務め（後任は湯浅邦弘）、同誌に研究ノートや中国学界にまつわる回想を寄稿している。本人の談によれば、同誌の刊行資金作りや若手研究者の支援のために、一般向け書籍に盛んに携わるようになった。
懐徳堂記念会の運営にも携わっている。大阪大学附属図書館には、加地が寄贈した貴重漢籍などからなる個人文庫「加地伸行文庫」がある。

## 教育活動

### 古典教育
『漢文法基礎』などの参考書の執筆を行い、Z会の顧問を務めている。
中学校や高校の国語科における漢文教育では、漢文を日本語として捉え、先人がどう解釈したかを理解することが重要との旨を主張している。

### 論語
『論語』の実践として、主に教育論の言論、講演活動を行っている。「儒教の本質は、生命の連続を大事にすることである。祖先からずっと伝わってきている生命を後世に伝えるために自分はここにいる。それは自分だけでなく、他人もみんな伝わってきた生命なのだから、それを絶つな」としている。

## 政治的主張
保守派の論客として知られ、産経新聞オピニオン面「正論」欄の執筆メンバーを務めており、2008年には第24回正論大賞を受賞した。2017年には、産経新聞の英語版ウェブサイトを運営する一般社団法人「ジャパンフォワード推進機構」設立時の理事に就任している。新しい歴史教科書をつくる会賛同者でもある。

### 徴兵制
教育目的の徴兵制復活を唱え、2012年に国立大学の秋入学移行が論議された折には、高校卒業から大学入学までの半年間で新入生の心身を鍛え直すために自衛隊への正式な入隊を義務付けよと主張した。

### 天皇論
天皇制について、「私の天皇像とは、天皇制を遂行できる天皇である。もしそれができない天皇ならば退位してもらいたい」「皇后の役目は、ダンスでもなければ災害地見舞でもない」と平成の天皇・皇后の在り方に対して、批判している。

## 著書
- 『漢文法基礎』（増進会出版社、1977年）- 二畳庵主人名義
  - 『漢文法基礎 本当にわかる漢文入門』（講談社学術文庫、2010年）- ※文庫再刊は各・改訂版
- 『中国人の論理学 諸子百家から毛沢東まで』（中公新書、1977年／ちくま学芸文庫、2013年）
- 『史記 司馬遷の世界』（講談社現代新書、1978年）
  - 『「史記」再説』（中公文庫、2010年）
- 『中国論理学史研究 経学の基礎的探究』（研文出版、1983年）
- 『「論語」を読む』（講談社現代新書、1984年）
  - 『「論語」再説』（中公文庫、2009年）
- 『孔子 時を越えて新しく』（集英社〈中国の人と思想1〉、1984年／集英社文庫、1991年）
  - 『孔子』（角川ソフィア文庫、2016年） ISBN 404400045X - 増訂版
- 『中国思想からみた日本思想史研究』（吉川弘文館、1985年）
- 『儒教とは何か』（中公新書、1990年、増補版2015年）
- 『沈黙の宗教 儒教』（筑摩書房〈ちくまライブラリー〉、1994年／ちくま学芸文庫、2011年）
- 『現代中国学 阿Qは死んだか』（中公新書、1997年）
- 『家族の思想 儒教的死生観の果実』（PHP新書、1998年）
  - 『間違いだらけの家族観　儒教で読み解く老い・父性・夫婦・死』（産経セレクト、2024年）
- 『〈教養〉は死んだか 日本人の古典・道徳・宗教』（PHP新書、2001年）
- 『論語 ビギナーズクラシックス』（角川ソフィア文庫、2004年）
- 『すらすら読める論語』（講談社、2005年）
  - 『論語のこころ』（講談社学術文庫、2015年）、ISBN 4062923203
- 『中国古典の言葉 成功に近づくヒント106』（角川ソフィア文庫、2011年）
- 『祖父が語る「こころざしの物語」他者の幸せのために生きよ』（講談社、2011年）
- 『加地伸行著作集』（研文出版）

1. 『中國論理學史研究 經學の基礎的探究』、2012年
2. 『日本思想史研究 中國思想展開の考究』、2015年
3. 『孝研究 儒教基礎論』、2010年

- 『中国学の散歩道 独り読む中国学入門』（研文出版〈研文選書〉、2015年）
- 『マスコミ偽善者列伝 建て前を言いつのる人々』（飛鳥新社、2018年）
- 『続 マスコミ偽善者列伝 世論を煽り続ける人々』（飛鳥新社、2019年）
- 『大人のための儒教塾』（中公新書ラクレ、2018年）
- 『令和の「論語と算盤」』（産経新聞出版〈産経セレクト〉、2020年）
- 『論語入門　心の安らぎに』（幻冬舎、2021年）
- 『マスコミはエセ評論家ばかり』（ワック、2023年）
  - 『平和ボケ日本 偽善者白書』（ワック、2024年）- 改訂・新書判

### 編著・共著
- 『中井竹山・中井履軒　叢書・日本の思想家24』（明徳出版社、1980年）- 後者を担当
- 『諸葛孔明の世界』（新人物往来社、1983年）
- 『孫子の世界』（新人物往来社、1984年）
  - 『孫子の世界』（中公文庫、1993年）
- 『論語の世界』（新人物往来社、1985年）
  - 『論語の世界』（中公文庫、1992年）
- 『易の世界』（新人物往来社、1986年）
  - 『易の世界』（中公文庫、1994年）
- 『三国志の世界』（新人物往来社、1987年）
- 『老子の世界』（新人物往来社、1988年）
- 『韓非子 「悪」の論理』（講談社「中国の古典」、1989年）- 以上は編者代表
  - 『韓非子　悪とは何か』（産経新聞出版〈産経セレクト〉、2022年）- 新編版
- 『孔子画伝 聖蹟図にみる孔子、流浪の生涯と教え』（集英社、1991年）- 画集解説
- （谷沢永一・山野博史）『三酔人書国悠遊』（潮出版社、1993年）
- 編者代表『老荘思想を学ぶ人のために』（世界思想社、1997年）
- （稲垣武）『日本と中国永遠の誤解 異母文化の衝突』（文藝春秋、1999年／文春文庫、2002年）
- 編者代表『日本は「神の国」ではないのですか』（小学館文庫、2000年）
- （新田均、尾畑文正、三浦永光）『靖国神社をどう考えるか』（小学館文庫、2001年）
- （一条真也）『論語と冠婚葬祭　儒教と日本人』（現代書林、2022年）

### 訳注
- （日原利国・湯浅幸孫共訳）『世界古典文学全集 18　孟子』（筑摩書房、1971年）
- 『日本思想大系 29　中江藤樹』（岩波書店、1974年）- 「孝経啓蒙」を校注担当
- （湯浅邦弘・宇佐美一博共訳）『鑑賞中国の古典2　論語』（角川書店、1987年）
- 『論語 全訳註』（講談社学術文庫、2004年、増補版2009年）
- 『孝経 全訳註』（講談社学術文庫、2007年）

### 記念論集
- 『中国学の十字路 加地伸行博士古稀記念論集』（同刊行会編、研文出版、2006年）